# Homosassa
Homosassa ist ein census-designated place (CDP) im Citrus County im US-Bundesstaat Florida. Das U.S. Census Bureau hat bei der Volkszählung 2020 eine Einwohnerzahl von 2.299 ermittelt.

## Geographie
Homosassa wird von den U.S. Highways 19 (Florida State Route 55) und 98 auf einer gemeinsamen Trasse tangiert. Der CDP liegt rund 25 km westlich von Inverness sowie etwa 100 km nördlich von Tampa.

## Geschichte
1888 wurde durch die Savannah, Florida and Western Railroad eine Verlängerung der im Vorjahr von Ocala nach Dunnellon erbauten Bahnlinie eröffnet.

## Religionen
In Homosassa gibt es derzeit 24 verschiedene Kirchen aus 12 unterschiedlichen Konfessionen, darunter ist die Baptistengemeinde mit 7 Kirchen am stärksten vertreten. Es gibt 4 zu keiner Konfession gehörende Kirchen (Stand: 2004).

## Demographische Daten
Laut der Volkszählung 2010 verteilten sich die damaligen 2578 Einwohner auf 1936 Haushalte. Die Bevölkerungsdichte lag bei 125,1 Einw./km². 97,6 % der Bevölkerung bezeichneten sich als Weiße, 0,4 % als Afroamerikaner, 0,4 % als Indianer und 0,3 % als Asian Americans. 0,2 % gaben die Angehörigkeit zu einer anderen Ethnie und 1,0 % zu mehreren Ethnien an. 1,4 % der Bevölkerung bestand aus Hispanics oder Latinos.
Im Jahr 2010 lebten in 13,0 % aller Haushalte Kinder unter 18 Jahren sowie 52,9 % aller Haushalte Personen mit mindestens 65 Jahren. 62,2 % der Haushalte waren Familienhaushalte (bestehend aus verheirateten Paaren mit oder ohne Nachkommen bzw. einem Elternteil mit Nachkomme). Die durchschnittliche Größe eines Haushalts lag bei 2,01 Personen und die durchschnittliche Familiengröße bei 2,43 Personen.
11,8 % der Bevölkerung waren jünger als 20 Jahre, 9,5 % waren 20 bis 39 Jahre alt, 27,1 % waren 40 bis 59 Jahre alt und 51,8 % waren mindestens 60 Jahre alt. Das mittlere Alter betrug 61 Jahre. 49,0 % der Bevölkerung waren männlich und 51,0 % weiblich.
Das durchschnittliche Jahreseinkommen lag bei 53.983 $, dabei lebten 16,1 % der Bevölkerung unter der Armutsgrenze.
Im Jahr 2000 war Englisch die Muttersprache von 100 % der Bevölkerung.

## Sehenswürdigkeiten
Am 12. August 1970 wurden die Yulee Sugar Mill Ruins in das National Register of Historic Places eingetragen.

## Schulen
- Homosassa Elementary School
- Rock Crusher Elementary School